# Schoenoplectus confusus
Schoenoplectus confusus är en halvgräsart som först beskrevs av Nicholas Edward Brown, och fick sitt nu gällande namn av Kaare Arnstein Lye. Schoenoplectus confusus ingår i släktet sävsläktet, och familjen halvgräs.

## Underarter
Arten delas in i följande underarter:
- S. c. confusus
- S. c. natalitius
- S. c. rogersii